# Belvedere Langhe
Belvedere Langhe – miejscowość i gmina we Włoszech, w regionie Piemont, w prowincji Cuneo.
Według danych na rok 2004 gminę zamieszkiwały 372 osoby, 93 os./km².